# Paphiopedilum appletonianum
Espèce
Paphiopedilum appletonianum est une espèce de plantes de la famille des Orchidaceae et du genre Paphiopedilum. C'est une orchidée originaire d'Asie.